# Giro delle Regioni
Il Giro delle Regioni è stata una corsa a tappe maschile di ciclismo su strada, riservata attualmente alla categoria Under 23, che si disputava ogni anno in Italia. Dal 2007 ha fatto parte del calendario dell'UCI Europe Tour, come evento di classe 2.Ncup essendo una delle prove della Coppa delle Nazioni.
La corsa era aperta alle squadre nazionali, una per Paese (eccezionalmente due per l'Italia), composte al massimo da sei atleti ciascuna. Nel 2010, ultima edizione della corsa, vennero stilate cinque classifiche: quella individuale a tempo, quella a punti, quella per gli scalatori, quella per gli Under 21 e quella degli sprint intermedi.

## Storia
Il Giro delle Regioni nacque nel 1976 a Roma su iniziativa di tre gruppi sportivi, il GS l'Unità di Lucio Tonelli ed Eugenio Bomboni, la SC Rinascita di Ravenna di Medardo Bortolotti e Jader Bassi e il Pedale Ravennate di Celso Minardi e Vittorio Casadio, sostenuti dallo sponsor Brooklyn (marchio della Perfetti) e dagli enti locali. La gara era aperta, così come il Gran Premio Liberazione, ai soli ciclisti dilettanti; la prima edizione si tenne in cinque tappe, 729 chilometri totali, da Ladispoli al Lido Adriano toccando Foligno, Montevarchi, Bagno di Romagna e Ravenna, e a trionfare fu il siciliano, allora ventenne, Carmelo Barone.
Nel decennio seguente si misero in luce, talvolta occupando tutti e tre i gradini del podio, i dilettanti dei Paesi del Blocco orientale. In quello stesso periodo e negli anni successivi furono inoltre al via ciclisti poi divenuti professionisti di successo: tra essi Jaroslav Popovyč, Leonardo Giordani, Ivan Basso, Giuliano Figueras, Oscar Camenzind, Gianni Bugno, Flavio Giupponi, Maurizio Fondriest, Serhij Hončar, Olaf Ludwig, Djamolidine Abdoujaparov. Dopo 33 anni dalla prima edizione, nel 2009 «difficoltà globali di carattere economico» hanno portato all'annullamento della corsa; il Giro delle Regioni ritornò in calendario nel 2010 suddivisa su due tappe, a Montefiascone e a Bagno di Romagna, salvo poi scomparire nuovamente.
I ciclisti che hanno vinto più volte la corsa sono il sovietico Sergej Suchoručenkov, campione olimpico a Mosca, con due trionfi nel 1979 e nel 1981, e il cecoslovacco Jiří Škoda, nel 1984 e 1986. Tre invece i corridori che vantano il primato nel numero di successi di tappa: sono i sovietici Zagretdinov e Konyšev e il tedesco orientale Raab con quattro vittorie ciascuno.

## Albo d'oro

Il cecoslovacco Jiří Škoda, due volte vittorioso al Giro delle Regioni

Aggiornato all'edizione 2010.
| Anno | Vincitore            | Secondo                | Terzo              |
| ---- | -------------------- | ---------------------- | ------------------ |
| 1976 | Carmelo Barone       | Giuseppe Passuello     | Dino Porrini       |
| 1977 | Eddy Schepers        | Claudio Corti          | Henk Mutsaars      |
| 1978 | Aavo Pikkuus         | Jurij Zacharov         | Tommy Prim         |
| 1979 | Sergej Suchoručenkov | Aleksandr Averin       | Sergej Nikitenko   |
| 1980 | Alberto Minetti      | Marco Cattaneo         | Jordan Penčev      |
| 1981 | Sergej Suchoručenkov | Jurij Barinov          | Ivan Miščenko      |
| 1982 | Ivan Miščenko        | Viktor Demidenko       | Nico Emonds        |
| 1983 | Helmut Wechselberger | Alonso González        | Thurlow Rogers     |
| 1984 | Jiří Škoda           | Sergej Voronin         | Uwe Raab           |
| 1985 | Flavio Giupponi      | Primož Čerin           | Bernard Richard    |
| 1986 | Jiří Škoda           | Maurizio Fondriest     | Valerij Malačenkov |
| 1987 | Dmitrij Konyšev      | Dieter Nieheus         | Viktor Klimov      |
| 1988 | Sergio Carcano       | Sergej Uslamin         | Maik Landsmann     |
| 1989 | Christophe Manin     | Dietmar Hauer          | Rolf Rutschmann    |
| 1990 | Dietmar Hauer        | Roberto Caruso         | Pavel Tonkov       |
| 1991 | Davide Rebellin      | José Lamy              | Nicola Minali      |
| 1992 | Roberto Petito       | Andreas Lebsanft       | Aleksandr Šefer    |
| 1993 | Pavel Čerkasov       | Laurent Roux           | Oscar Camenzind    |
| 1994 | Dirk Baldinger       | Eddy Mazzoleni         | Rafael Díaz Justo  |
| 1995 | Tobias Steinhauser   | Uwe Peschel            | Daniele Sgnaolin   |
| 1996 | Giuliano Figueras    | Alessandro Spezialetti | Unai Osa           |
| 1997 | Fabio Malberti       | Danilo Di Luca         | Gianmarco Ortenzi  |
| 1998 | Gianmarco Ortenzi    | Valentino China        | Denis Lunghi       |
| 1999 | Leonardo Giordani    | Ivan Basso             | Volodymyr Hustov   |
| 2000 | Graziano Gasparri    | Patrik Sinkewitz       | Giampaolo Caruso   |
| 2001 | Jaroslav Popovyč     | Michele Scarponi       | Damiano Cunego     |
| 2002 | Antonio Quadranti    | Vladimir Gusev         | Aleksandr Bespalov |
| 2003 | Kristjan Fajt        | Denys Kostjuk          | Tomasz Nose        |
| 2004 | Andrij Hrivko        | Maksim Bel'kov         | Giovanni Visconti  |
| 2005 | Luigi Sestili        | Roman Kreuziger        | Peter Velits       |
| 2006 | Dmytro Hrabovs'kyj   | Maksim Bel'kov         | Jelle Vanendert    |
| 2007 | Rui Faria da Costa   | Dennis van Winden      | Gašper Švab        |
| 2008 | Vitalij Buc          | Rui Faria da Costa     | Kristjan Koren     |
| 2009 | non disputato        | non disputato          | non disputato      |
| 2010 | Enrico Battaglin     | Jan Tratnik            | Angelo Pagani      |